# Diplocynodontinae
Diplocynodontinae es un clado extinto de crocodilianos aligatoroideos que vivieron entre el Eoceno al Mioceno en Europa. Incluye 10 especies comprendidas en dos géneros, Diplocynodon y Baryphracta, aunque Baryphracta podría ser un sinónimo más moderno de Diplocynodon. El rango fósil del grupo podría extenderse incluso hasta el Paleoceno dependiendo de si los restos de un aligatoroides hallados en Berru, Francia pertenecen efectivamente a un diplocinodontino.